# Mali Grabičani
Mali Grabičani falu Horvátországban Kapronca-Kőrös megyében. Közigazgatásilag Sokolovachoz tartozik.

## Fekvése
Kaproncától 14 km-re délnyugatra, községközpontjától 2 km-re délnyugatra a Bilo és Kemléki-hegység között a Kapronca-patak völgyében fekszik.

## Története
Korabeli források alapján ezen a vidéken feküdt a középkori "Powsahegh" nevű birtok.
A falunak 1857-ben 67, 1910-ben 184 lakosa volt. Trianonig Belovár-Kőrös vármegye Kaproncai járásához tartozott. 2001-ben a falunak 208 lakosa volt.

## Külső hivatkozások
Sokolovac község hivatalos oldala